# Pavuna
Pavuna é um bairro da Zona Norte do município do Rio de Janeiro, no estado do Rio de Janeiro, no Brasil. Faz limites com os bairros de Anchieta, Guadalupe, Costa Barros, Coelho Neto, Acari, Irajá, Jardim América e Parque Colúmbia, e também com o município de São João de Meriti, nos bairros Parque Araruama (Parque Analândia e Parque Juriti), Centro, Engenheiro Belford e São Mateus. O bairro possui uma das maiores populações dentre os bairros cariocas.
Seu Índice de Desenvolvimento Social (IDS), no ano 2000, era de 0,540, o 121º colocado entre 158 regiões analisadas no município do Rio de Janeiro.

## Topônimo
Segundo o Dicionário Aurélio, "pavuna" é um termo que designa vales fundos e escarpados. O termo é originário do tupi pab'una, que significa "lugar de trevas". No entanto, o tupinólogo Eduardo de Almeida Navarro tem uma outra explicação para a origem do topônimo: seria derivado de upabuna, termo tupi que significa "lagoa escura" através da junção dos termos upaba (lagoa) e una (escura).

## História
A coroa portuguesa estimulou o plantio de cana-de-açúcar na região a partir do século XVI. Com a cultura da cana-de-açúcar, vieram os escravos africanos. As fábricas de açúcar e aguardente prosperaram de tal forma que incentivaram a criação da primeira freguesia fora do Centro do Rio de Janeiro, a de Nossa Senhora da Apresentação de Irajá, em meados do século XVII.
A crise provocada pela descoberta das Minas Gerais, no século XVIII, afetou a produção de açúcar na área. Os senhores de engenho conseguiram, no entanto, recuperar grande parte do prestígio e da produção durante o século seguinte, possibilitando até que o número de engenhos aumentasse. Mas, a sedução exercida pelo plantio do café, aliada à insuficiência de capital acumulado para promover melhorias nas fábricas, contribuíram para que os antigos senhores do açúcar transformassem os engenhos em fazendas.
Não foram poucos os esforços para dinamizar a produção cafeeira e revitalizar a prosperidade do passado. O traçado da estrada de ferro Dom Pedro II facilitou o escoamento das mercadorias. O mesmo se deu com a construção de um canal retificando o traçado do rio Pavuna, que também contribuiu para livrar a região do fantasma das febres que despovoavam outras áreas do recôncavo, tal como a cidade de Piedade de Iguaçu, em plena decadência. Esta fora a última vila organizada em terras da cidade, cujo perímetro definitivo se estabelecera em 1833, com a criação do Município Neutro, a Corte imperial.
A Pavuna ocupava ambas as margens do rio de mesmo nome, cada uma delas pertencente a uma freguesia da cidade: a da direita, a de Irajá, e a da esquerda, a de São João de Meriti. A divisão do território entre as cidades do Rio de Janeiro e Iguaçu - esta, transferida em meados do século XIX para um local da freguesia de Jacutinga, daí o nome "Nova" que adquiriu, deu origem a uma polêmica quanto à posse das terras situadas entre os rios Pavuna e São João. A cidade de Nova Iguaçu requeria as terras de ambas as margens do rio Pavuna, transferindo-se a fronteira para o rio São João; mas venceu a disputa a freguesia de Irajá, fixando a fronteira no divisor tradicional das freguesias, isto é, no rio Pavuna. Assim, a Pavuna ficou pertencendo à cidade do Rio de Janeiro.
Em 1910, foi inaugurada a estação de trem Pavuna/São João de Meriti, pertencente ao antigo ramal do Rio do Ouro, ramal este que possuía duas linhas. Numa delas, subsiste o ramal de Belford Roxo; na outra linha, com um trecho que foi desativado para transporte de passageiros em 1970, expandiu-se, posteriormente, a linha 2 do metrô.
Com a proliferação das moradias, acelerou-se o processo de fragmentação da malha urbana. Vieram migrantes internos e externos, face às oportunidades oferecidas pela cidade florescente. Em 1998, foi inaugurada a estação de metrô do bairro, a Estação Pavuna.
Não tendo muitas áreas de lazer de grande porte, possui algumas praças, um clube de futebol com o nome Pavunense futebol clube.

## Na cultura popular
Em 1930, foi lançada a canção "Na Pavuna", de Homero Dornellas e Almirante, que alcançou grande sucesso popular.
A cantora Neusinha Brizola, em sua canção "Mintchura", cita em um trecho da letra: "Com mais um desses contratempos me aposento e vou morar na Pavuna".
Em 1985 é lançado o samba "Feirinha da Pavuna", de Jovelina Pérola Negra (1944-1998). Posteriormente foi construída uma Arena Cultural na Praça Ênio com o nome da cantora.
O cantor e compositor Jorge Ben Jor cita a Pavuna na canção "W/Brasil (Chama o Síndico)" de 1990 e na canção "Ela Mora Na Pavuna" do álbum Live in Rio de 1992.

## Dados
O bairro de Pavuna é sede da região administrativa da Pavuna, abrange os seguintes bairros: Acari, Barros Filho, Coelho Neto, Costa Barros e Pavuna.

## Saúde
A Pavuna possui um posto de saúde. Recebeu no ano passado uma unidade da Clinica da Família na Avenida Chrisóstomo Pimentel de Oliveira ao lado da Escola Municipal Comandante Arnaldo Varella. Atualmente recebeu outra Clínica da Família na Praça Edmundo da Luz Pinto s/n. Os moradores ainda aguardam por uma UPA.

## Serviços
Possui um parque industrial de pequenas, médias e grandes indústrias. O comércio é formado por cinco supermercados (Supermarket, Supermercados Intercontinental, Vianense, o Supermercados Campeão, a Rede Varejão Hortifruti, uma loja de departamentos (Atacadão Pavunense), 2 mini Shopping (Shopping Pavuna e Shopping Via Pavuna) farmácias, lanchonetes e três bancos, além de possuir uma feira permanente chamada "Feirinha da Pavuna", que virou música através de Jovelina Pérola Negra.
Entre as indústrias que se encontram instaladas na Pavuna estão a Ricardo Eletro, Drogarias Pacheco, Limpaano, Deposito da C&A. além das transportadoras Jamef, Americana, Expresso Cruzeiro do Sul, Tegma, entre outras.

## Transporte

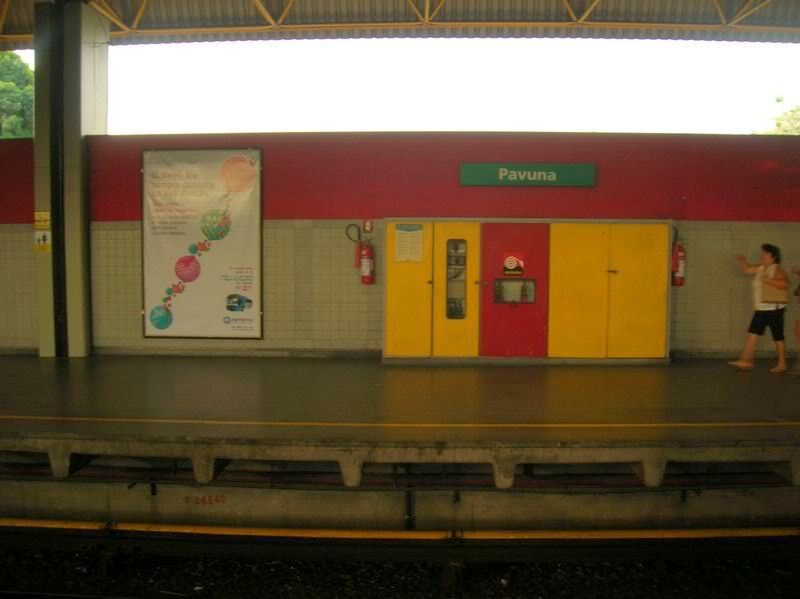
Interior da estação de metrô Pavuna

No bairro da Pavuna, existia um terminal rodoviário que fazia a ligação de toda a região e de parte da Baixada Fluminense com o Centro da cidade do Rio de Janeiro.
 A mudança está sendo feita atualmente, com as linhas intermunicipais que paravam no terminal agora passando a ser circulares. Sendo em 5 de fevereiro de 2012, o Terminal Rodoviário da Pavuna implodido, além de um centro comercial e um edifício que funcionava como garagem.
A Pavuna é servida por um abrangente serviço de transportes, com diversas linhas de ônibus municipais e intermunicipais, além do metrô, fazendo a ligação da região com a zona sul em um espaço de tempo reduzido se comparado com o ônibus e o bairro também possui uma estação ferroviária.
- Trem: Estação Pavuna/São João de Meriti Supervia - Linha Belford Roxo
- Metrô: Estações Pavuna e Engenheiro Rubens Paiva, ambas pertencentes à Linha 2 (Pavuna - Botafogo).
- Acessos: Via Dutra, Via Light, Avenida Pastor Martin Luther King Júnior, Avenida Chrisóstomo Pimentel de Oliveira e Linha Vermelha .

## Moradia
A Pavuna é um bairro com muitas fábricas e indústrias, mas a maioria de seu território é ocupado por casas térreas de classe média construídas na segunda metade do século XX, condomínios de prédios como o Condomínio Residencial Pavuna (conhecido como "Bradesco") e o Village Pavuna, além dos conjuntos habitacionais como o Tom Jobim 1 e 2  além dos Condomínios Green House 1 e 2, Estação Zona Norte, composto pelos Residenciais Paris, Londres, Berlim, Madri e Roma.
A Pavuna, em termos de moradia, é um tanto desigual: encontram-se casas de classe média com preço médio variando de 120 a 400 mil reais nos entornos da Avenida Chrisóstomo Pimentel de Oliveira (Estrada Rio do Pau), porém há casas com preço superior a 400 mil reais nos entornos da Rua Mercúrio (a área nobre da Pavuna) e casas com preço relativamente baixo nos arredores das comunidades próximas ao bairro de Costa Barros. Os apartamentos da Pavuna possuem preço razoável, flutuando de 80 a 149 mil reais em média.

## Educação
No bairro, se localiza o Centro Integrado de Educação Pública Glauber Rocha, colégio público municipal que obteve, em 2011, o segundo melhor Índice de Desenvolvimento da Educação Básica nos anos iniciais (do primeiro ao quinto ano) do ensino fundamental no país. Além de um grande número de escolas particulares, municipais, estaduais e duas faculdades.

## Favelas
A principal favela do bairro é o do Complexo da Pedreira. As favelas da Quitanda, Tom Jobim e da Lagartixa, ao contrário do que muitos pensam, não fazem parte do bairro da Pavuna, mas de Costa Barros. (A menoria deles.)

## Comércio
A Pavuna é um bairro com um comércio mediano em algumas áreas e forte em outras. Fica próximo a grandes áreas comerciais, como o centro das cidades de Nilópolis, Nova Iguaçu e São João de Meriti e com várias opções de transporte para esses lugares. E um de seus comércios mais famosos e populares é a Feirinha da Pavuna.

## Subbairros
- Centro da Pavuna
- Nova Pavuna
- Caminho do Padre(uma parte)
- Parque Columbia
- Engenheiro Rubens Paiva
- Village

## Curiosidade
A Pavuna possui uma ilha, Ilha
Pavunense, ela fica localizada na divisão do Rio Pavuna, entre as Avenidas Sargento de Milícias e Luis Silveira, iniciando na ponte da Rua Sargento Basileu da Costa e terminando nas proximidades da Rodovia Presidente Dutra. Nela ficam situados o Pavunense Futebol Clube, a Escola Municipal Manoel Abreu, uma empresa de transportes e várias residências.
- Commons